# Arapaima
L'arapaima Müller, 1843, conosciuta anche come pirarucu o paiche è un genere di grandi pesci dalla lingua ossea originari del bacino dell'Amazzonia e dell'Essequibo, in Sud America. Il genere Arapaima è il genere tipo della famiglia Arapaimidae. Sono tra i pesci d'acqua dolce più grandi al mondo, raggiungendo anche i 3 metri (9,8 piedi) di lunghezza. Sono un alimento molto importante per i popoli locali, e per questo il loro numero nel loro areale originario è diminuito a causa della pesca eccessiva e alla perdita dell'habitat. Al contrario, diversi esemplari sono stati introdotti in diverse regioni tropicali al di fuori della sua distribuzione nativa (all'interno del Sud America e altrove), dove a volte sono considerati specie invasive. Il suo nome portoghese, pirarucu, deriva dalle parole in lingua tupi pira e urucum, che significa "pesce rosso".
L'arapaima era tradizionalmente considerato un genere monotipico, ma in seguito furono istituite diverse specie. Come conseguenza di questa confusione tassonomica, la maggior parte degli studi precedenti furono condotti usando il nome A. gigas, ma questa specie è conosciuta solo da vecchi esemplari museali e l'esatto areale nativo non è chiaro. La specie più regolarmente osservata e studiata è A. arapaima, sebbene un piccolo numero di A. leptosoma sia stato registrato anche nel commercio degli acquari. Le specie rimanenti sono virtualmente sconosciute: A. agassizii è stata istituita sulla base di vecchi disegni dettagliati (lo stesso esemplare tipo è andato perso durante i bombardamenti della seconda guerra mondiale) e A. mapae è basato solo sull'esemplare tipo. A. arapaima è relativamente tarchiato rispetto alle restanti specie.

## Tassonomia
FishBase riconosce quattro specie appartenenti al genere. Oltre a queste, l'evidenza suggerisce che dovrebbe essere riconosciuta una quinta specie, A. arapaima (essendo questa la specie più diffusa e ben nota, altrimenti inclusa in A. gigas).
- Arapaima arapaima Valenciennes 1847
- Arapaima agassizii Valenciennes 1847 - Arapaima di Agassiz
- Arapaima gigas Schinz 1822 - Pirarucu, Arapaima gigante
- Arapaima leptosoma D. J. Stewart, 2013 - Arapaima snell, arapaima di Soliamos
- Arapaima mapae Valenciennes 1847 - Arapaima di Mapa

## Descrizione

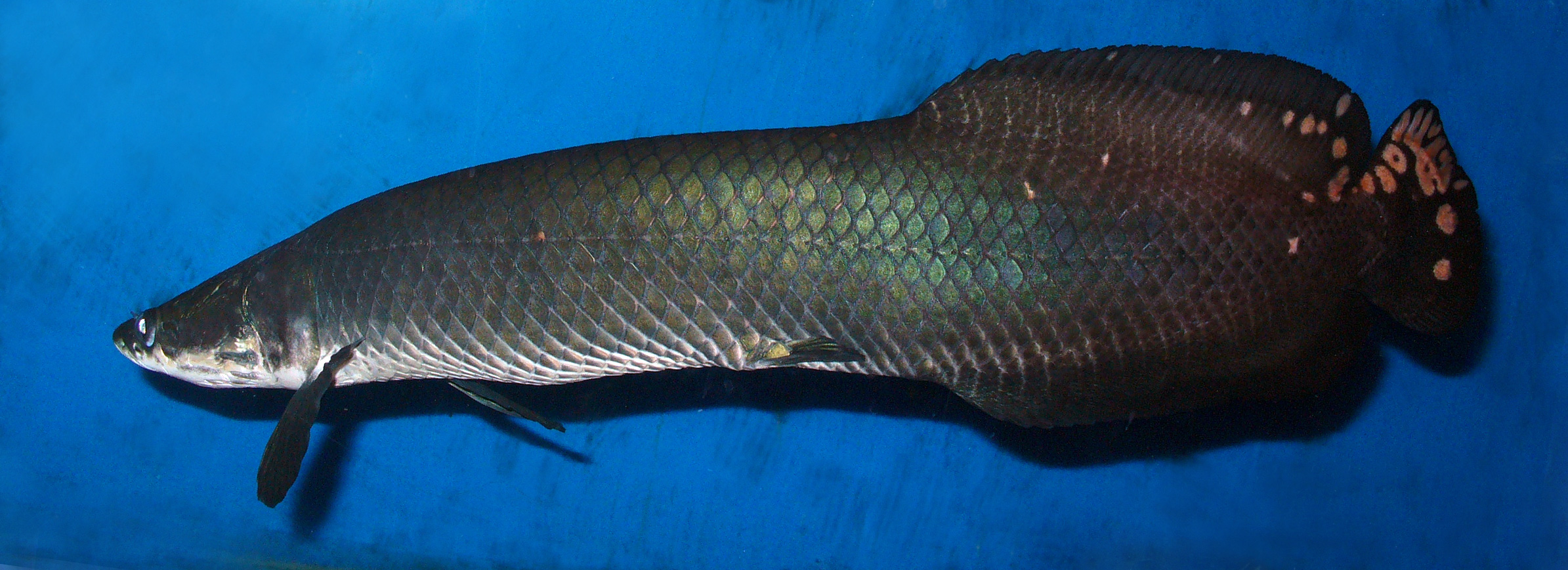
Arapaima leptosoma, in tutta la sua lunghezza

L'arapaima è uno dei più grandi pesci d'acqua dolce esistenti, e può raggiungere lunghezze superiori a 2 metri (6 piedi e 7 pollici), in alcuni casi eccezionali anche superiori a 2,6 metri (8 piedi e 6 pollici) e oltre 100 kg (220 libbre) di peso. Il peso massimo registrato per la specie è di 200 kg (440 libbre), mentre l'esemplare registrato più lungo era di 3,07 metri (10 piedi e 1 pollice). Tuttavia, rapporti aneddotici suggeriscono che siano esistiti esemplari lunghi fino a 4,57 metri (15 piedi). Tuttavia, tali stime non possono essere verificate, pertanto queste misurazioni sono considerate discutibili. Inoltre, la pesca eccessiva e la distruzione dell'habitat hanno fatto sì che questi giganti eccezionali divenissero ancora più rari in natura, e ora i più grandi arapaima non superano i 2 metri (6 piedi 7 pollici) di lunghezza.
Il corpo dell'arapaima è a forma di siluro con grandi scaglie verdi-nerastre, le cui estremità sono tinte da segni rosso-arancione, specialmente nella parte posteriore del corpo. La morfologia di questo pesce lo rende aerodinamico ed elegante, con le sue pinne dorsali e anali posizionate vicino alla coda.
Le scaglie degli arapaima hanno uno strato esterno mineralizzato, duro, con una superficie ondulata sotto la quale giacciono diversi strati di fibre di collagene in una disposizione di tipo Bouligand. In una struttura simile al compensato, le fibre in ogni strato successivo sono orientate ad angoli ampi rispetto a quelle dello strato precedente, aumentandone la durezza. La superficie dura e ondulata dello strato esterno e gli strati di collagene interno duro lavorano sinergicamente per contribuire alla loro capacità di flettersi e deformarsi fornendo forza e protezione, una soluzione che consente al pesce di rimanere mobile anche se pesantemente corazzato. L'arapaima è un pesce che necessita di respirare ossigeno, una risposta all'ambiente in cui vive che presenta acque povere d'ossigeno, per questo deve riemergere ogni 10-15 minuti per immagazzinare ossigeno. Oltre alle branchie, ha una versione modificata e allargata della vescica natatoria, composta da un tessuto simile a quello dei polmoni, che gli consente di estrarre ossigeno dall'aria.

## Evoluzione
Fossili di arapaima, o di una specie molto simile, sono stati ritrovati all'interno della Formazione Villavieja, risalente al Miocene, in Colombia. Questi esemplari ora si trovano nei musei di Francia, Inghilterra, Stati Uniti, Brasile, Guyana, Ecuador e Perù.

## Ecologia
La dieta dell'arapaima è composta da pesci, crostacei, frutta, semi, insetti e piccoli animali terrestri che si avvicinano alla riva. Questi pesci sono in grado di estrarre l'ossigeno dall'aria, utilizzando il suo organo labirintico, che è ricco di vasi sanguigni e si apre nella bocca del pesce, un adattamento per vivere in acque povere o prive d'ossigeno presenti nel suo areale nel Rio delle Amazzoni. Questo pesce è in grado di sopravvivere nei laghi di lanca con ossigeno disciolto a partire da 0,5 ppm. Nelle zone umide dell'Araguaia, uno dei più importanti rifugi per questa specie, l'arapaima è il superpredatore di questi laghi, soprattutto durante la stagione secca, quando i laghi sono isolati dai fiumi e i livelli di ossigeno diminuiscono, rendendo le loro prede letargiche e vulnerabili.
Gli arapaima sono anche in grado di saltare fuori dall'acqua se si sentono minacciati.

### Riproduzione
A causa del suo areale geografico, il ciclo di vita dell'arapaima è fortemente influenzato dalle inondazioni stagionali. Diverse immagini mostrano una colorazione leggermente diversa tra gli individui per via dei cambiamenti della livrea durante la riproduzione. L'arapaima depone le uova durante i mesi in cui i livelli dell'acqua sono bassi o cominciano a salire. Costruiscono un nido largo circa 50 centimetri (20 pollici) e profondo 15 centimetri (5,9 pollici), di solito in aree dal fondale fangoso. Quando iniziano le inondazioni, le uova si schiudono e la prole che vi nasce può prosperare per tutta la stagione delle inondazioni, da maggio ad agosto, in modo tale che la deposizione delle uova annuale sia regolata stagionalmente.

### Allevamento
I maschi di arapaima sono incubatori orali, come il correlato Osteoglossum, il che significa che mantengono gli avannotti nelle loro bocche finché non sono grandi abbastanza da difendersi da soli. Durante questo periodo il maschio non si nutre. La femmina aiuta il maschio a proteggere i piccoli anche una volta abbastanza grandi, circondandoli e respingendo potenziali predatori.
Nel suo libro Three Singles to Adventure, il naturalista Gerald Durrell riferì che nella Guyana britannica, una femmina di arapaima era stata vista secernere una sostanza bianca da una ghiandola della testa e che i suoi piccoli sembravano nutrirsene.

## Interazioni con l'uomo

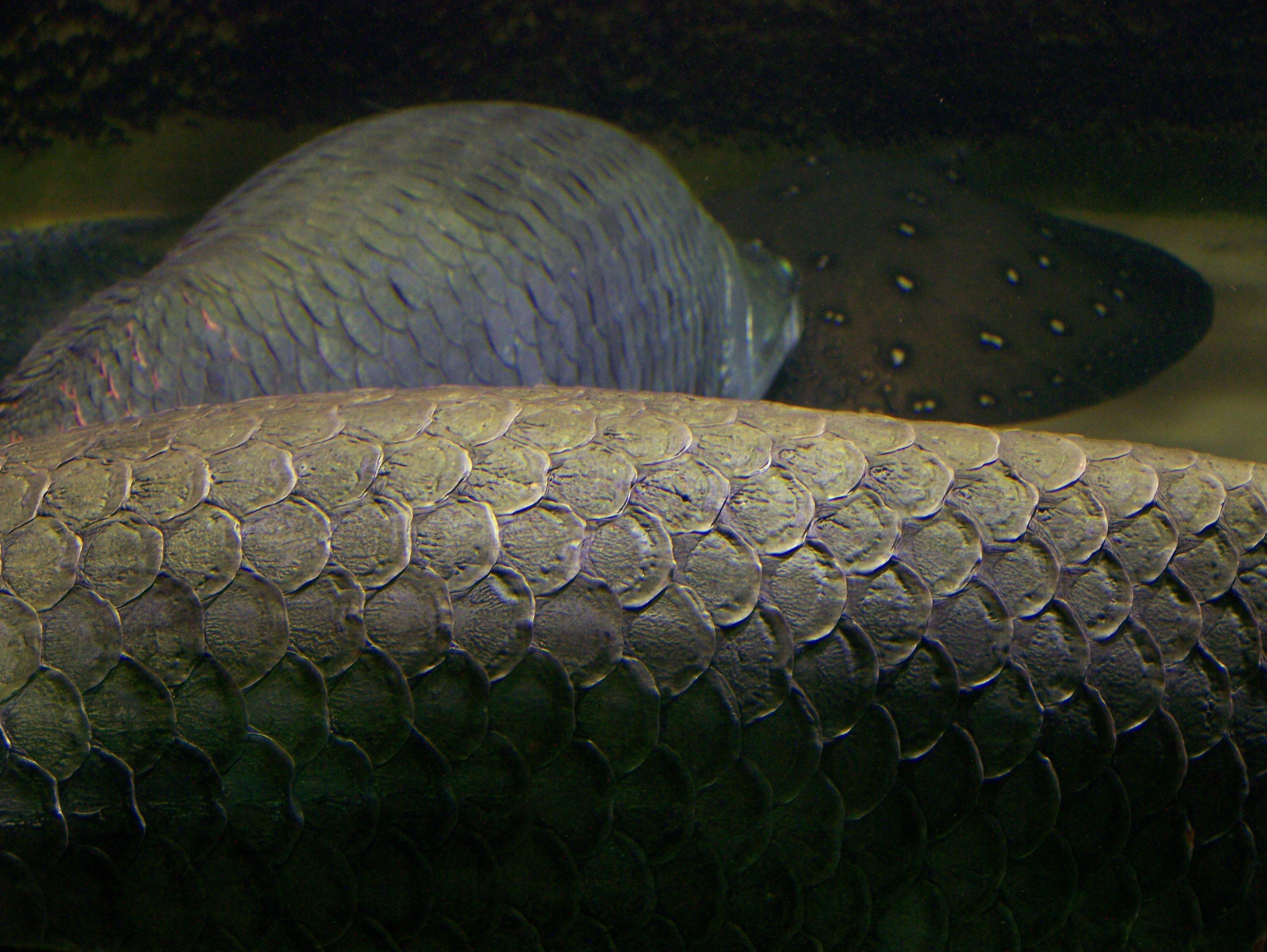
Primo piano delle scaglie di arapaima

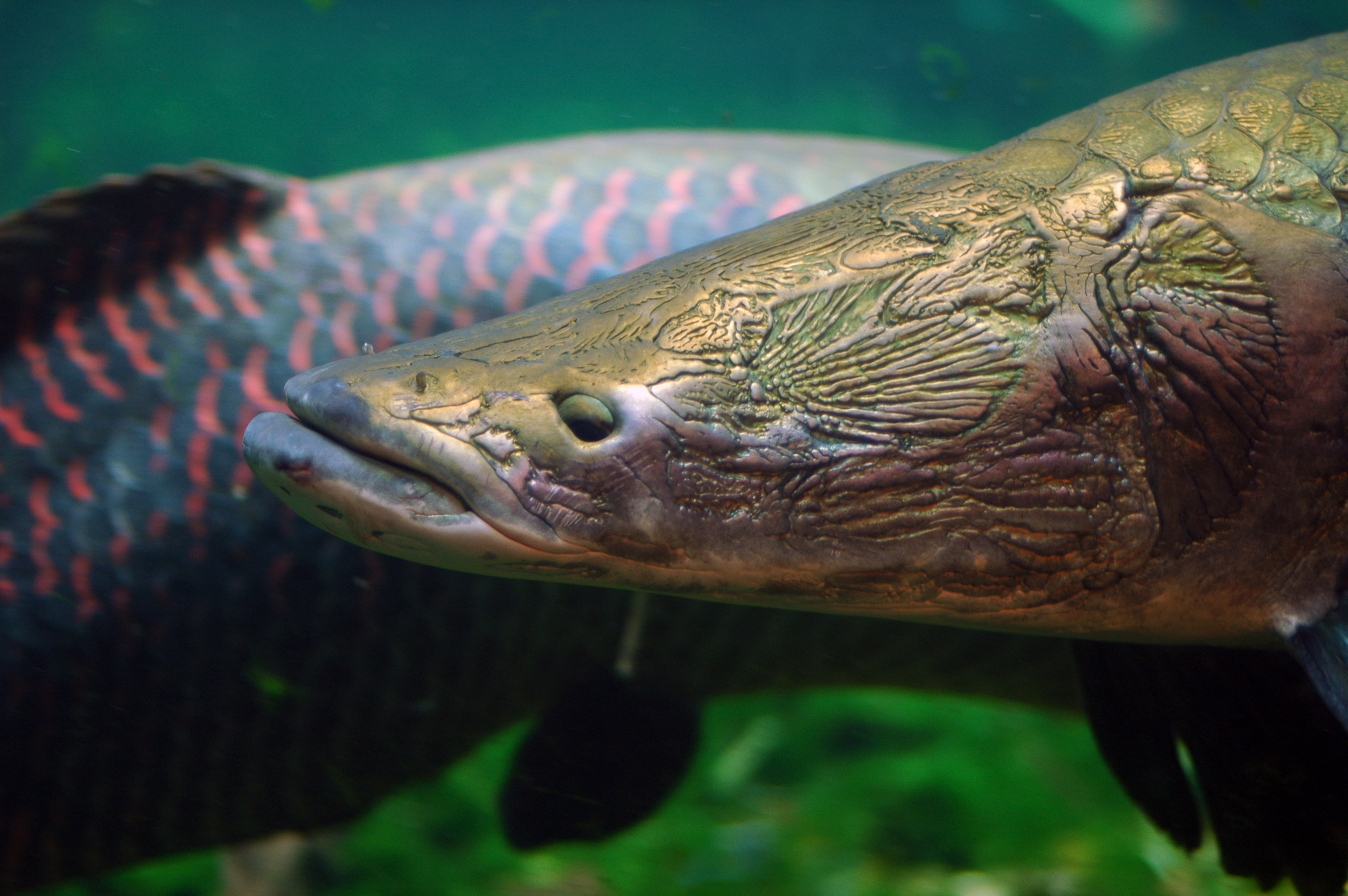
Primo piano della testa di arapaima

Arapaima è usato in molti modi dalle popolazioni locali del suo areale d'origine.
Si pensa che la sua lingua abbia qualità medicinali in Sud America, venendo essiccata e unita alla corteccia di guaranà, che viene grattugiata e mescolata in acqua. Le dosi vengono somministrate per uccidere i vermi intestinali, nonostante la legittimità di questo trattamento non sia ancora stata dimostrata. La lingua ossea del pesce è usata per raschiare i cilindri di guaranà essiccato, un ingrediente di alcune bevande, e le squame ossee sono vendute e usate come lime per unghie, per i turisti.
La carne di arapaima viene tagliata in bistecche disossate, che sono considerate una prelibatezza. Nella regione amazzonica, i locali spesso salano e asciugano la carne, arrotolandola in un pacchetto a forma di sigaro che viene poi legato e può essere conservato senza marcire, il che è importante in una regione con poca refrigerazione. Gli arapaima sono indicati come il "merluzzo dell'Amazzonia" e possono essere preparati allo stesso modo del tradizionale merluzzo salato.
I designer hanno iniziato a utilizzare la speciale pelle degli arapaima come cuoio per realizzare giacche, scarpe e borse e per rivestire i mobili.
Nel luglio 2009, gli abitanti dei villaggi intorno al lago Kenyir (Terengganu, Malaysia), hanno riferito di aver avvistato un A. gigas. Il "mostro Kenyir", o "pesce drago" come lo chiamano i locali, venne confermato come il responsabile del misterioso annegamento di due uomini il 17 giugno.
Nell'agosto 2018, l'India Times ha riferito che un arapaima era stato avvistato nel fiume Chalakudy, probabilmente arrivato lì a seguito delle inondazioni nel Kerala; la loro presenza in India è attribuita all'importazione illegale per la piscicoltura.

### Pesca

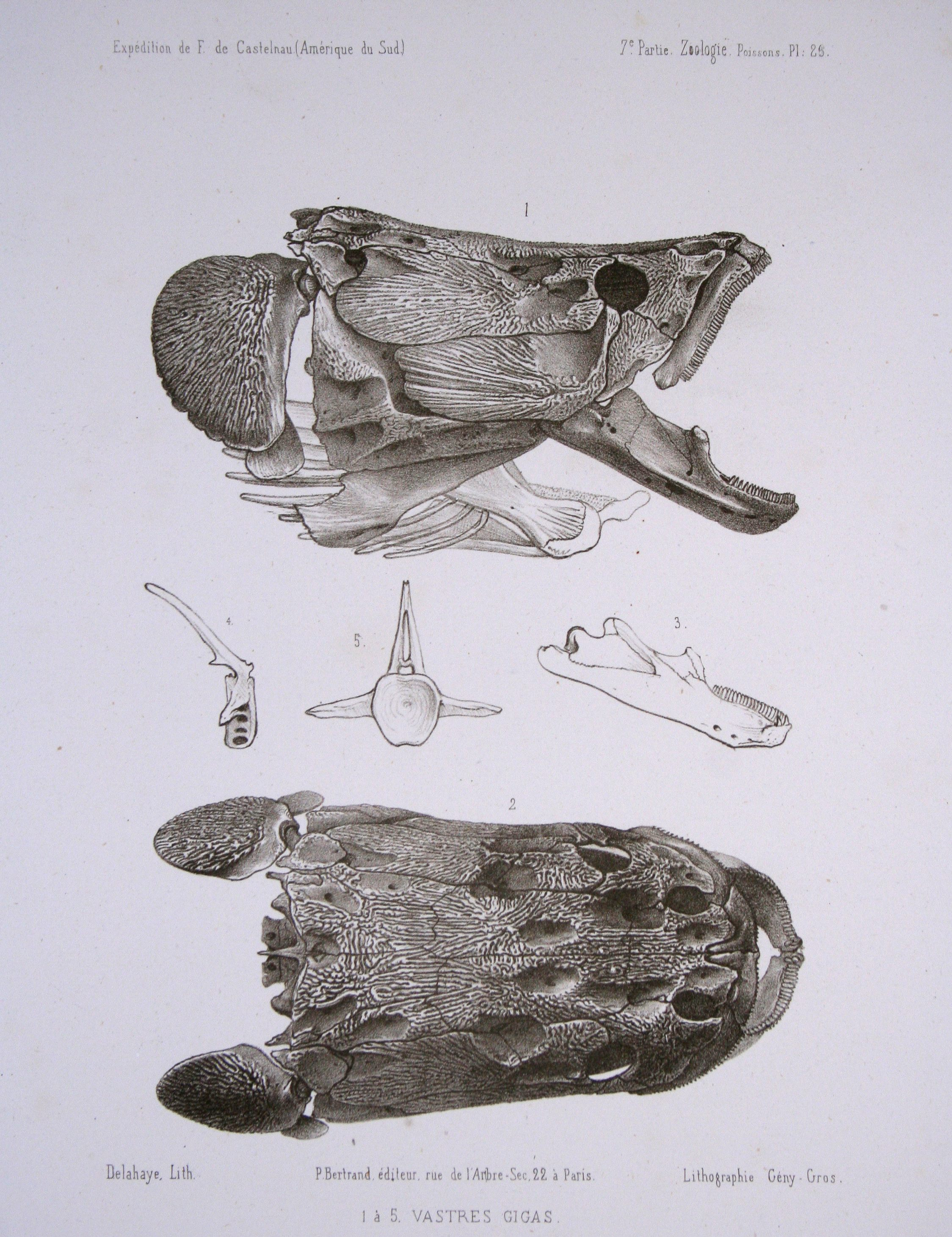
Cranio di arapaima in vista laterale e dorsale

Gli arapaima selvatici vengono arpionati o catturati in grandi reti. Poiché gli arapaima hanno bisogno di emergere per respirare, i pescatori locali li arpionano e li bastonano a morte. Un singolo pesce può produrre fino a 70 kg di carne.
L'arapaima è stato introdotto per la pesca in Thailandia e Malaysia. La pesca in Thailandia può essere effettuata in diversi laghi, dove spesso vengono catturati esemplari di peso superiore a 150 kg e poi rilasciati.
Il 14 maggio 2020, un esemplare di 30 kg è stato trovato galleggiare nel fiume nella zona di Angkor Wat, vicino al villaggio di Krovanh, Sangkat Norkor Thom, Siem Reap. La gente del posto ha affermato che era un pesce raro e non comunemente visto in questa zona.
Nella pesca sportiva, dove il pesce viene pescato e poi rilasciato, l'animale deve essere tenuto per almeno 5 minuti fino a quando non riprende fiato. L'animale presenta un grande vaso sanguigno che scorre lungo la spina dorsale, pertanto quando i pescatori sollevano il pesce per la loro "foto trofeo" possono rompere il vaso sanguigno, provocando la morte del pesce.

### Acquacoltura
Nel 2013, Whole Foods Market iniziò a vendere arapaima di allevamento negli Stati Uniti come alternativa più economica all'halibut o alla spigola cilena.
In Thailandia, l'unico allevamento legale si trova a Tambon Phrong Maduea, Amphoe Mueang Nakhon Pathom, Provincia di Nakhon Pathom. Questo allevamento è stato approvato sia dal Dipartimento della pesca sia dalla CITES dall'inizio del 2018, e da allora questo allevamento esporta questi pesci in tutto il mondo come pesci d'acquario.

## Conservazione

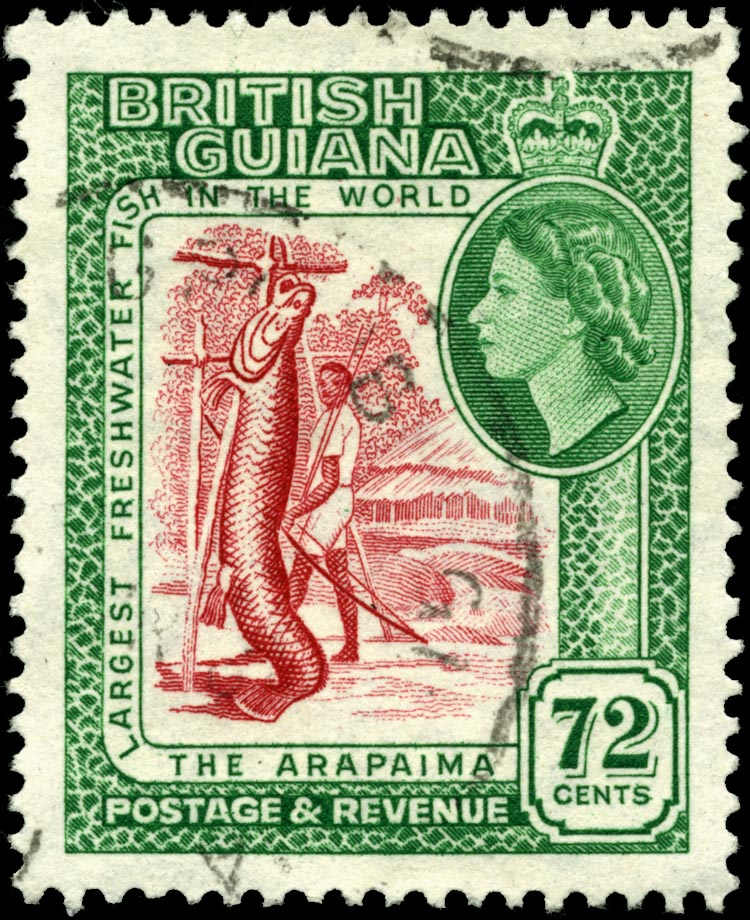
Arapaima raffigurato su un francobollo del 1954, della Guiana britannica

Gli arapaima sono particolarmente vulnerabili alla pesca eccessiva a causa delle loro dimensioni e perché devono periodicamente emergere per respirare. Dal 1918 al 1924 furono prelevate circa 7 000 tonnellate di pesce all'anno, l'apice della pesca commerciale dell'arapaima; la domanda ha portato all'allevamento del pesce da parte dei ribeirinhos autoctoni. Poiché gli sforzi volti a limitare le catture sono stati in gran parte infruttuosi, la pesca dell'arapaima è stata vietata in Brasile nel 1996, a causa del calo demografico dell'animale. In effetti, uno studio del 2014 ha rivelato che il pesce era impoverito o sovrasfruttato nel 93% dei siti esaminati e ben gestito o non sfruttato solo nel 7%; il pesce sembrava essere stato estirpato nel 19% di questi siti. Lo stato della popolazione di arapaima nel bacino del Rio delle Amazzoni è sconosciuto, quindi è elencato nella Lista Rossa IUCN come con dati insufficienti. Condurre un censimento della popolazione in un'area così vasta è difficile, così come lo è il monitoraggio delle catture in un commercio che un tempo era in gran parte non regolamentato. Dal 1999, sia la pesca di sussistenza sia la pesca commerciale sono state consentite in aree appositamente designate nell'ambito di una sofisticata strategia di gestione sostenibile. Questo approccio ha portato a un massiccio recupero degli stock una volta esauriti; in un campionamento di 10 aree condotto utilizzando metodi di conteggio tradizionali, la popolazione è aumentata da 2 500, nel 1999, a oltre 170 000, nel 2017.
La Colombia vieta la pesca e il consumo di arapaima solo tra il 1º ottobre e il 15 marzo, durante la stagione riproduttiva.

## Galleria d'immagini

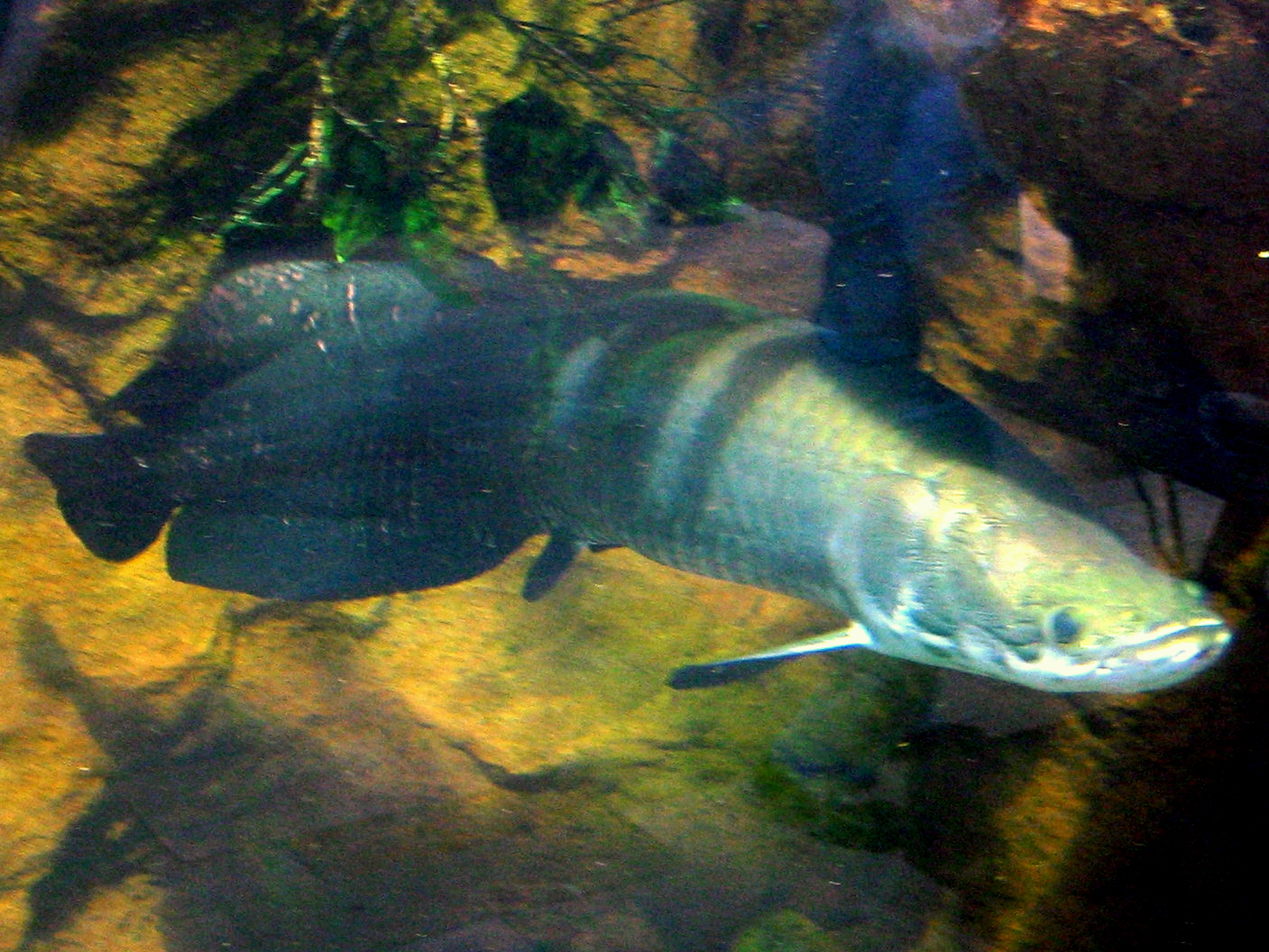
Arapaima allo Shedd Aquarium
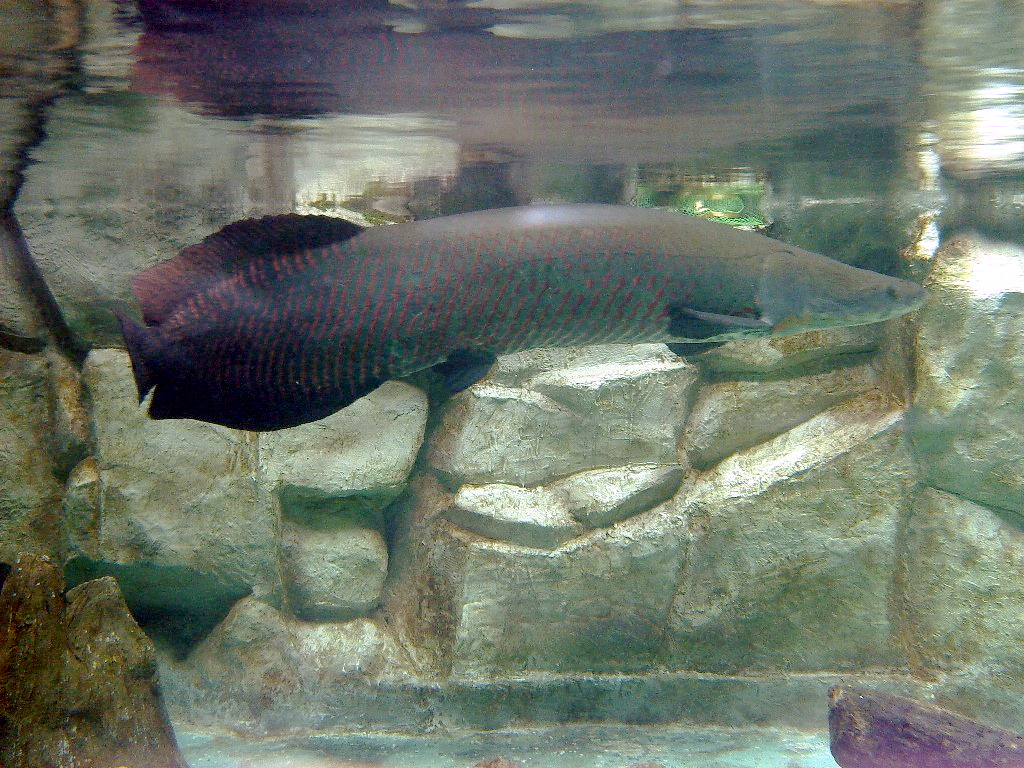
Arapaima al Manila Ocean Park
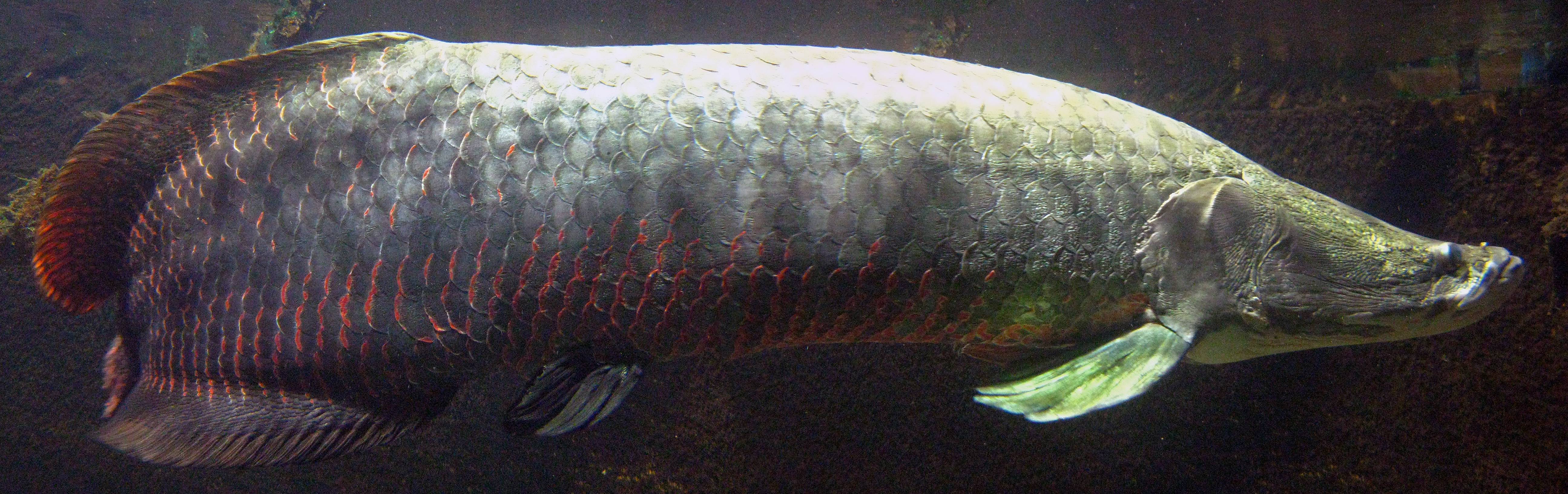
Arapaima presso il Cologne Zoological Garden
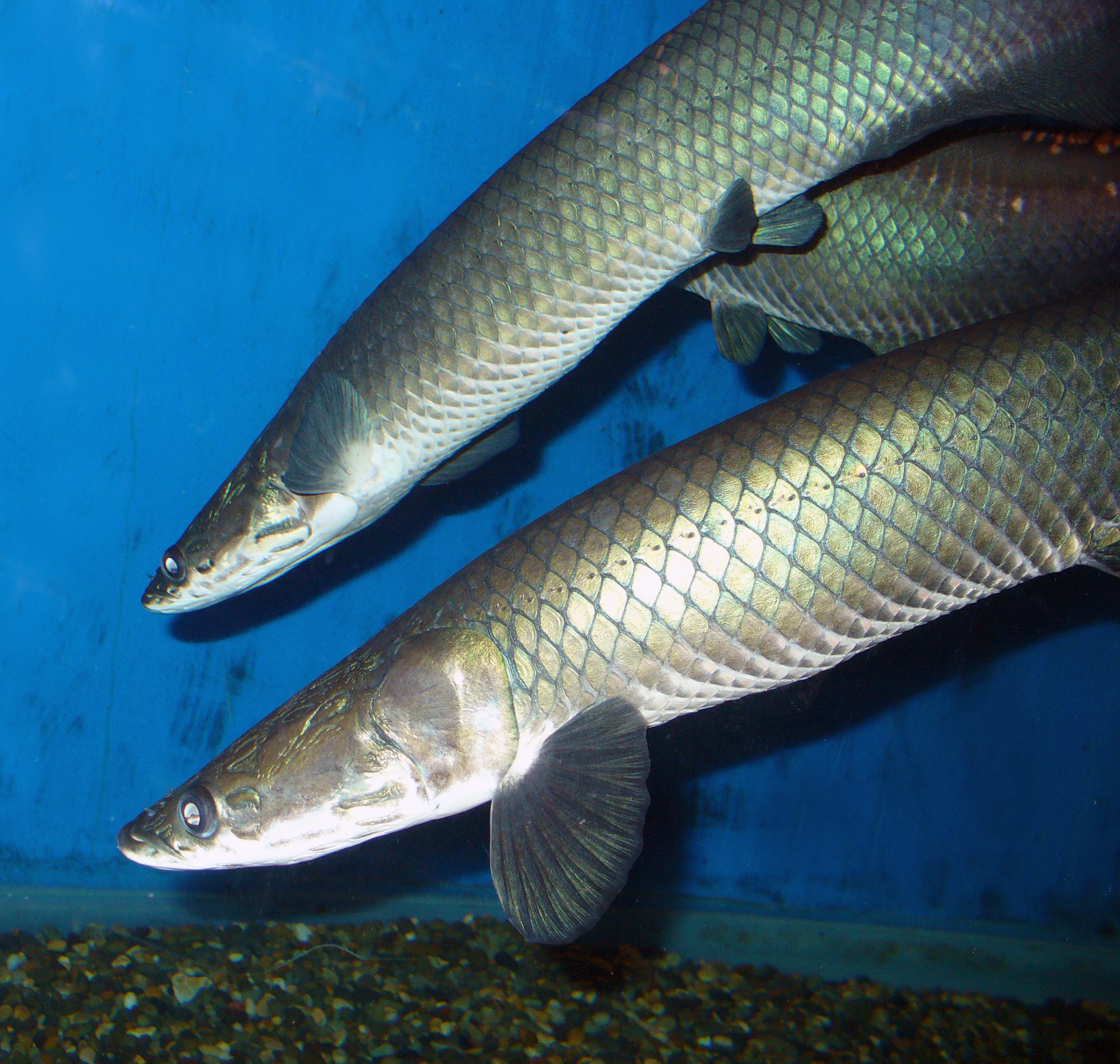
Arapaima leptosoma presso lo zoo (acquario marino) di Sebastopoli